# Klaudia

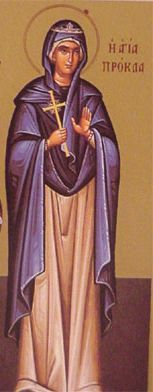
Klaudia Prokula, żona Piłata.

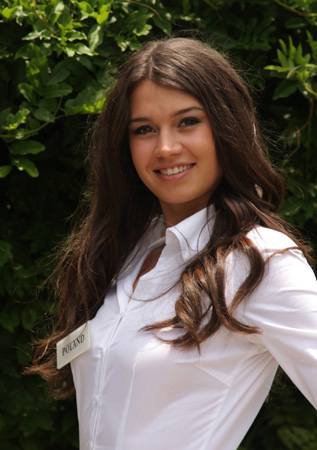
Klaudia Ungerman, miss Polski 2008.

Klaudia (łac. Claudia) – imię żeńskie pochodzenia łacińskiego. Wywodzi się od nazwy rzymskiego rodu Klaudiuszów. Imię Klaudia nosiły wszystkie kobiety z tego rodu. Odnotowano trzy święte katolickie o tym imieniu. Istnieje też pochodna forma tego imienia: Klaudyna.
Jako imię chrześcijańskie było rzadkie przed XVI wiekiem.
W Polsce zalicza się do imion nowszych. W XX wieku do lat 60. było po kilkaset nadań imienia na dekadę. Skokowy wzrost liczby nadań nastąpił w latach 70. Według publicznie dostępnych danych PESEL, dotyczących osób żyjących, w stycznia 2024 roku imię Klaudia nosiło w Polsce 138 825 kobiet. Wśród imion nadawanych nowo narodzonym dzieciom, Klaudia w 2014 zajmowała 43. miejsce w grupie imion żeńskich.
Od lat 80. XX wieku imię Klaudia występuje w Polsce również w formie Claudia – w 2025 roku odnotowano 2923 takich użytkowniczek.
Klaudia imieniny obchodzi: 20 marca, 2 kwietnia – patronka Klaudia (męczennica), święta prawosławna i katolicka, 18 majai 7 sierpnia – patronka Klaudia Rzymska.

## Imię Klaudia w innych językach[9]
- łacina – Claudia
- angielski – Gladys, Claudia, Claudina, Claudine, Claudette,
- włoski – Claudia, Claudina.

## Kobiety o imieniu Klaudia
- Claudette Colbert – amerykańsko-francuska aktorka,
- Claudia Alta Taylor Johnson – pierwsza dama USA w latach 1963–1969,
- Claudia Cardinale – włoska aktorka,
- Claudia Nystad – niemiecka biegaczka narciarska,
- Claudia Schiffer – niemiecka modelka,
- św. Klaudia († 310) – męczennica, święta katolicka i prawosławna,
- Klaudia Akte – wyzwolenica i od 55 roku metresa cesarza Nerona,
- Klaudia Carlos – polska prezenterka telewizyjna,
- Klaudia Cieślik – polska judoczka,
- Klaudia Felicyta Habsburg – cesarzowa Świętego Cesarstwa Rzymskiego Narodu Niemieckiego,
- Klaudia Halejcio – polska aktorka,
- Klaudia Jans-Ignacik – polska tenisistka,
- Klaudia Kaczorowska – polska siatkarka,
- Klaudia Medycejska – arcyksiężniczka Austrii,
- Klaudia Pasternak – polska kompozytorka,
- Klaudia Prokula – żona Poncjusza Piłata,
- św. Klaudia Rzymska – rzymska chrześcijanka, wzmiankowana w liście Pawła Apostoła,
- Klaudia Ungerman – polska modelka, Miss Polski 2008,
- Klaudia Walezjuszka – królowa Francji w latach 1517–1524,
- Klaudia Zwolińska – polska kajakarka górska,
- Klodia – Rzymianka, siostra Publiusza Klodiusza,
- Kławdija Fomiczowa – radziecka pilotka, podpułkownik,
- Kławdija Kirsanowa – radziecka politykini,
- Kławdija Nazarowa – radziecka partyzantka,
- Kławdija Nowgorodcewa – radziecka działaczka polityczna.